# Ziegelhütte (Ansbach)
Ziegelhütte ist eine Wüstung auf dem Gemeindegebiet der kreisfreien Stadt Ansbach (Mittelfranken, Bayern).

## Geografie
Der im 19. Jahrhundert aus fünf Wohngebäuden bestehende Weiler lag an der Feuchtwanger Straße auf einer Höhe von 429 m ü. NHN. Im Westen grenzte der Ansbacher Stadtwald an. Ansonsten war der Ort von Acker- und Grünland umgeben, einige Parzellen gehörten zu dem Grundbesitz der Anwesen. Heute erinnert die Ansbacher Ortsstraße Ziegelhüttenweg an den Ort.

## Geschichte
Der Ort lag im Fraischbezirk des brandenburg-ansbachischen Hofkastenamtes Ansbach. Dieses war zugleich der Grundherr des Anwesens. Unter der preußischen Verwaltung (1792–1806) des Fürstentums Ansbach erhielt die Ziegelhütte bei der Vergabe der Hausnummern die Nr. 451 des Ortes Ansbach. Von 1797 bis 1808 unterstand der Ort dem Justiz- und Kammeramt Ansbach.
Im Rahmen des Gemeindeedikts wurde Ziegelhütte dem 1808 gebildeten Steuerdistrikt Ansbach und der 1811 gegründeten Munizipalgemeinde Ansbach zugeordnet. In den amtlichen Verzeichnissen nach 1902 wird die Ziegelhütte nicht mehr aufgelistet. Der Ort bildete schon zu dieser Zeit mit Ansbach eine geschlossene Siedlung. In den 1950er Jahren existierten noch zwei Gebäude des 18. Jahrhunderts bei der Knebelstraße 9 und der Thomasstraße 4. Heute gibt es von der ursprünglichen Ziegelhütte keine Überreste mehr.

## Einwohnerentwicklung
| Jahr      | 001818 | 001836 | 001840 | 001871 | 001885 | 001900 |
| Einwohner | 24     | 31     | 31     | 27     | 37     | 64     |
| Häuser    | 5      | 5      | 5      |        | 6      | 6      |
| Quelle    | [ 9 ]  | [ 10 ] | [ 11 ] | [ 12 ] | [ 13 ] | [ 14 ] |

## Religion
Die Einwohner evangelisch-lutherischer Konfession waren nach St. Johannis (Ansbach) gepfarrt, die Einwohner römisch-katholischer Konfession nach St. Ludwig (Ansbach).

## Weblink
- Ziegelhütte in der Ortsdatenbank des bavarikon, abgerufen am 19. August 2021.